# موله (چگنی)
موله یک روستا در ایران است که در دهستان ویسیان واقع شده‌است. موله ۱۹ نفر جمعیت دارد.